# رزماری آمپم
رزماری آمپم (انگلیسی: Rosemary Ampem؛ زادهٔ ۲۷ اوت ۱۹۹۲) بازیکن فوتبال اهل غنا است.
وی همچنین در تیم ملی فوتبال زنان غنا بازی کرده‌است.